# Hang Seng Index
Hang Seng Index (forkortet HSI, kinesisk: 恒生指數) er et frit markedsvægtet aktieindeks i Hongkong. Aktieindekset bruges til at gemme og overvåge daglige ændringer blandt de væsentligste virksomheder, som er børsnoteret på Hong Kong Stock Exchange og er hovedindikatoren på de overordnede markedsforhold i Hongkong. Der er 50 selskaber med i Hang Seng Index, og deres markedsværdi udgør den væsentligste blandt de børsnoterede selskaber på Hong Kong Stock Exchange.[kilde mangler]
HSI udarbejdes og vedligeholdes af Hang Seng Indexes Company Limited, som er et 100 % ejet datterselskab til Hang Seng Bank, som er en af Hongkongs største banker målt på markedsværdi. HSIC er også ansvarlig for udarbejdelse, udgivelse og ledelse af af en række andre aktieindeks såsom Hang Seng China Enterprises Index, Hang Seng China AH Index Series, Hang Seng China H-Financials Index, Hang Seng Composite Index Series, Hang Seng China A Industry Top Index, Hang Seng Corporate Sustainability Index Series og Hang Seng Total Return Index Series. Hang Seng Bank er udover at være børsnoteret også majoritetsejet af HSBC.

## Historie
Hang Seng Index blev skabt af bankmanden Stanley Kwan fra Hongkong og åbnede den 24. november 1969.